# جام یو اس اوپن ۲۰۲۳
جام یو اس اوپن ۲۰۲۳ یکصد و هشتمین دوره جام یو اس اوپن می باشد که از تاریخ ۲۱ مارس تا ۲۷ سپتامبر ۲۰۲۳ برگزار می شود. در این دوره اورلاندو سیتی مدافع عنوان قهرمانی بود که در مرحله اول توسط شارلوت حذف شد.

## نیمه نهایی
- اینتر میامی  ۳(۵)-(۴)۳  سینسیناتی
- رئال سالت لیک  ۱-۳  هیوستون دینامو

## فینال
اینتر میامی ۱-۲ هیوستون دینامو
بازی فینال در تاریخ ۵ مهر برگزار شد که در نهایت تیم هیوستون دینامو موفق شد تیم اینتر میامی را با نتیجه ۲ بر ۱ شکست دهد و قهرمان این دوره از این مسابقات شود.